# Краљ Чарлстона
Краљ Чарлстона је југословенски филм из 1927. године. Режирао га је Коста Новаковић, а сценарио је писао Коста Новаковић.

## Улоге
| Глумац           | Улога |
| ---------------- | ----- |
| Јелена Дагњевић  |       |
| Татјана Еден     |       |
| Буба Јеремић     |       |
| Јела Милутиновић |       |
| Милан Оџић       |       |
| Радмила Рајић    |       |